# デビルメイクライ2
『デビルメイクライ2』（デビルメイクライツー、DEVIL MAY CRY 2）は、カプコンが制作したPlayStation 2用のゲームソフト。2003年1月30日発売。
人気シリーズとなった『Devil May Cry』の続編である。第6回 CESA GAME AWARDSでは「CESA GAME AWARDS FUTURE 優秀賞」を受賞。

## 概要
前作『デビルメイクライ』が、欧米市場・日本市場合わせて200万本を売り上げる大ヒットを記録。その反響に応え制作されたのがこの『デビルメイクライ2』である。
『デビルメイクライ』から開発メンバーが一新され、プロデューサーが小林裕幸から田中剛に変わっている。
ディスク2枚組で、それぞれ「ダンテ編」と「ルシア編」の2つのストーリーが存在するが、一部ムービーは使い回しである。プレイヤーキャラをダンテとルシアの二人から選ぶシステムで、ダンテがパワータイプ、ルシアがスピードタイプと特徴付けられている。そのほかに隠しキャラクターとしてトリッシュが使用可能である。さらにストーリーモードとは別に、ひたすら敵を倒す無限構造の塔に挑む新要素「Bloody Palace Mode」がある。
また、ファッションブランド、ディーゼル社とコラボレーションしており、隠しコスチュームとしてディーゼルブランドの服装が存在する。エクストラコスチュームと呼ばれており、ダンテが1種類、ルシアが春服と冬服の2種類の合計3種類。
また、本作をHD画質にリマスター及びトロフィー・実績機能に対応したHD移植版が2012年3月22日にPlayStation 3とXbox 360で発売された。
本項では、『DMC』＝『1』、『DMC2』＝『2』、『DMC3』＝『3』、『DMC4』＝『4』と略記する。

## ゲームシステム
今作はダンテとルシアの二人が主人公になったため、ダンテは前作と比べ動作の隙が大きく攻撃力が高いパワータイプになった。逆にルシアはダンテほどの攻撃力は無いが、動作がすばやいスピードタイプに設定され、差別化がなされている。
基本は前作と同じく3Dアクションゲームで、プレイヤーは主人公ダンテ、またはルシアを操作し、剣や遠距離武器（ダンテは銃、ルシアは投げナイフ）を駆使して敵を倒しながらミッションをクリアしていく。ゲームの流れも前作同様ミッションをクリアしていく構成になっている。

### スタイリッシュランク
ゲームのポイントは如何にスタイリッシュに敵を倒していくかである。敵との戦闘になると、敵の倒し方によってスタイリッシュランクが画面上に表示される。
これはダンテ・ルシアを如何にスタイリッシュに戦わせているかをあらわしたものであり、間をおかず連続で攻撃をしていくとランクがD,C,B,A,Sと5段階あがっていく。本作は前作と違い、攻撃した後銃を撃ったり回避行動を繰り返すことでスタイリッシュランクを維持できるようになった。
- D...DON'T WORRY / 問題ない
- C...COME ON! / 来な!
- B...BINGO! / ビンゴ!、当たりだ!
- A...ARE YOU READY? / 準備はいいか?
- S...SHOW TIME!! / ショータイムだ!!

高いスタイリッシュランクで敵を倒すほどレッドオーブが多く手に入るようになっている。ダンテの使う武器は剣が3種類、銃が4種類、ルシアが使用する武器は剣が3種類、遠距離武器が4種類となっている。
左スティックやロックオンボタンの組み合わせにより様々な技を繰り出せ、攻撃方法によってスタイリッシュランクの上がり方も違う。

### デビルトリガー
今作にもデビルトリガー（以下DT）があり、ダンテ・ルシアはDTを引くことで魔人化する。『1』とは異なり、装備している武器に関係なく使用できる。また、デビルハーツという新システムが追加され、アミュレットにデビルハーツを装備することで、魔人化時に効力を発揮する。今作では攻撃を繰り出す毎にDTゲージを消費するため、その分変身時間が短くなっていくという欠点も存在する。
ダンテのみ、体力が赤色の時にDTを引くと「真魔人」が発動し、無敵状態で攻撃が可能になる（ただし毒は受ける）。

### テビルトリガーゲージ
ダンテとルシアは、敵を攻撃することでDTゲージが溜まる。DTゲージが一定量溜まった状態でDTを発動すると、魔人に変身する。魔人化が可能な状態になるとゲージの色が灰色になる。

### デビルハーツ
デビルハーツは、行動範囲を広げる「移動系」、攻撃に属性を付加する「属性系」、ダンテ・ルシアを補助する「補助系」の3種類に大別される。アミュレットには円型・勾玉型・三日月型（）の3つの窪みがあり、そこにデビルハーツをはめ込むのだが、それが各系統のデビルハーツの形状に対応している。つまり各系統ごとに1つずつ、合計で3つ装備できる。
以下にデビルハーツの名称と効果を記す。イービルハート以外の効果は魔人化の際にしか発揮されない。
移動系（三日月型）
エリアルハート
翼を生やし、空中移動ができるようになる。滞空時の攻撃は、それぞれ専用の技が用意されている。
クイックハート
移動速度や攻撃モーション速くなる。PS2版ではプログラムミスにより下記のオフェンスハートの効果が同時に現れる。HD版では修正された。
アクアハート
ルシアのみ。水中移動速度が上昇。
属性系（円型）
フレイムハート
攻撃に炎属性を付加する。これにより攻撃が命中した敵に、炎による追加ダメージを与えられるようになる。
フロストハート
ルシアが最初から所持している属性系のデビルハーツ。攻撃に氷属性を付加する。これにより、攻撃が命中した敵の動きを鈍らせる事が出来るようになる。
エレクトロハート
ダンテが最初から所持している属性系のデビルハーツ。攻撃に雷属性を付加する。これにより、特定の攻撃(コンボ技のフィニッシュや吹っ飛ばし効果のある技等)後に落雷による追加ダメージを与える(但し、落雷に追尾性は無い)。
イービルハート
ルシアのみ。装備者の体力を徐々に奪う。特定のミッションでのみ強制的に装備させられる。
補助系（勾玉型）
ヒーリングハート
体力回復速度が通常の3倍に上昇。
オフェンスハート
攻撃力が大幅に上昇する。PS2版ではプログラムミスにより付けても効果が無いが、HD版では修正されて効果が受けられるようになった。
クロノハート
攻撃時に敵の動きを遅くする。

### 難易度
NORMAL（ノーマル）
初回プレイ時の難易度。クリアによりミッションセレクトとクリアしたほうのプレイヤーのディーゼルコスチュームが出現する。ダンテ編・ルシア編ともにクリアすると、HARDとブラッディパレスモードが出現する。
HARD（ハード）
ダンテ・ルシア両プレイヤーのNORMALクリアで出現。敵がNORMALよりも強く、行動パターンが変わる。また、レッドオーブはNORMALよりも多く入手できるが、時空神像から得られるアイテムのレッドオーブ消費量が多い。
ダンテ編をこの難易度をクリアすると、「スパーダ」と「ルーチェ&オンブラ」を装備したトリッシュが使用可能になる（HARDのダンテ編さえクリアしていれば、HARDをクリアしていないルシア編でも使用できる）。ルシア編をクリアするともうひとつのディーゼルコスチュームが出現する。
ダンテ編・ルシア編ともにクリアするとDante Must Die(Lucia Must Die) が出現。
Dante Must Die (Lucia Must Die)（ダンテ マスト ダイ、ルシア マスト ダイ）
最高難易度。敵がHARDよりも強く、行動パターンがHARDからさらに変更。そして敵がデビルトリガーを発動する。
この難易度をクリアすると、ダンテ編では前作1のコスチューム、ルシアではx（カイ。セクレタリーの衣装）が使用可能になる。今作は唯一このモードをクリアしてもDTゲージが減らない「スーパーキャラクター」を使用できない。また、ダンテ以外の人名が入ったマストダイモードが存在するのは、以降のシリーズでは『DmC』のみ。

## ストーリー
マレット島にて魔帝ムンドゥスを倒し、数年以上の月日が流れた。変わらず便利屋を営むダンテはある日、デュマーリ島の守り手、ルシアにより島へと導かれる。そこでルシアの母で島の守り手でもあるマティエから一つの依頼を受ける。
古代の神々や妖精を信仰する人達が「正当なる神」の信仰により異端として排斥され、流浪の果てにようやく見つけた安住の地デュマーリ島。島には古代信仰に由来する秘密が数多く残されたが、現代の島の住民のほとんどはそれを忘れ去り、今では国際企業ウロボロス社のCEOのアリウスの手によって、近代化が進められていた。しかし、アリウスは人間でありながら魔界の復活を望み、覇王アルゴサクスの封印を解き己が身に取り込もうと画策し、鉱物資源の採掘を隠れ蓑に島が秘める魔の力を我が物にすべく暗躍していたのだ。
ダンテはルシアと共に覇王の復活を阻止するべくアリウスを追う。やがてダンテは父スパーダの足跡を踏み越える試練に挑み、ルシアは自分自身の隠された秘密と出生に向き合うことになるのだった。

## 登場キャラクター

### メインキャラクター
ダンテ
声： マット・カミンスキー
ダンテ編主人公。その腕前は円熟の域に達し、ますます冴え渡る。様々な仕事をこなし、精神的にも肉体的にも成長したため、他シリーズと比べ口数が減り、クールな性格になっている。便利屋は今も続けているが、それと同時に父スパーダの伝説を追い求めている。マティエにアリウスの打倒を依頼され、デュマーリ島に赴く。
ルシア
声：フランソワーズ・グラリュースキー
ルシア編主人公で、今作のヒロイン。デュマーリ島で魔物を討つ力をもった「守り手」。ポンチョのようなものを身に着けている。ダンテと同様デビルトリガーを引くことができ、白い羽の生えた鳥人のような姿になる。武器は短刀の二刀流、遠距離攻撃に関してはダガーや爆弾等を使う。マティエと共にデュマーリの守り手として暮らしていた。アリウスの野望をとめるべく、覇王アルゴサクス復活の儀式に必要な4つの「アルカナ」を保護するためにデュマーリ島を駆け巡る。
実はアリウスによって作られたセクレタリーと言う魔物の一人であり、名前はΧ・χ（カイ）。出来損ないとして廃棄されるところをマティエに救われた過去がある。以後はマティエの下で娘として、戦士として育てられた。
トリッシュ
声： サラ・ラフルール
ハードモードをクリアすると出現する隠しキャラとして登場。彼女独自のストーリーは無い。
近距離武器としてスパーダを使用。性能は前作のダンテに似ている。
小説版ではムンドゥスがダンテとバージルを殺害し、人間界を支配することに成功した並行世界のトリッシュが登場している。並行世界のトリッシュはムンドゥスによって心が無い純粋な悪魔として量産されており、ムンドゥスの配下の中では最強である「金色の軍団」の名で呼ばれていた。隊長格であるトリッシュは電撃の魔剣アラストルを得物とし、ダンテと戦うが敗北する。その後は隊長格のトリッシュの死によって残りのトリッシュ達も消滅した。
マティエ
声：Flo Di Re
ルシアと同じ守り手であり、ルシアの母。先祖がスパーダと共にアルゴサクスと戦った伝承に詳しい。スパーダの息子であるダンテにアリウスの倒滅を依頼する。ルシアに実の娘のように接し、守護者の戦士として育て上げた。
アリウス
声： シャーマン・ハワード
ルシア編のラストボスで、上級悪魔を召喚・使役できる魔術師。表向きは複合企業ウロボロスの経営者だが、裏では魔力と科学を駆使して究極の存在になろうと画策していた。人間でありながら魔の力をもとめ、デュマーリ島を魔の巣窟にした張本人。魔界の覇王アルゴサクスの力に目をつけたアリウスは、世界の王となるために覇王アルゴサクスをその身に取り込もうと企む。それにはまずアルカナを手にいれ、魔界の門を開く儀式を行う必要があり、その儀式に邪魔なダンテ・ルシアを始末しようと様々な魔物を繰り出す。人造悪魔を作る実験も行なっており、小説版では人造悪魔の製造方法をある会社から購入している描写が存在する。
ルシア編の最後では醜い蜘蛛のような姿と化し襲ってくる。
名前の由来は、アレクサンドリアの司祭であるアリウス。
覇王アルゴサクス
声：シャーマン・ハワード
ダンテ編のラストボスで、魔界の覇王。『1』に登場した魔帝ムンドゥスに匹敵する実力を持ち、魔界を二分して争っていた。『1』のボスと『2』のボスの能力を併せ持ち、それらが無秩序に融合したような姿をしている。絶望の具現者「ザ・ディスペイア・エンボディード」が真の姿であり、全身が炎の煌めきに満たされた両性具有の悪魔のような外見をしている。手を剣に変形させて斬りつけたり、背中から光を空に放ち雨のように降らせたりと、多彩な攻撃を仕掛けてくる。
かつてムンドゥスがスパーダによって倒された後に魔界の大半を手中に収めるが、デュマーリの守り手とスパーダの手によって封印される。物語の終盤に不完全ながらも復活するが、父の事績を超えるべく挑んだダンテによって敗北し、最後の反撃もかわされて至近距離から頭部を撃たれ消滅した。

### 小説版キャラクター
ベリル
赤毛の女性デビルハンター。対戦車ライフルやサブマシンガン等数多くの銃火器を使いこなす。生涯を賭けて追い求めていた呪われし魔具「獣の首」を入手するため、成り行きで出会ったダンテに助力を求める。獣の首の魔力に巻き込まれ、ダンテと共に並行世界に飛ばされてしまう。
彼女が獣の首を追い求めていたのは、それを手に入れたことで悪魔になって死んだ父の仇を討つためであった。事件解決後は愛用の対戦車ライフルを報酬代わりにダンテに渡し姿を消した。
デュカス
「ネズミのデュカス」のあだ名で呼ばれる裏社会のチンピラ。一人称はオイラ。羽振りの良い金持ち相手に寄付という名の詐害紛いの集金を行っていたが、失敗ばかりで鬱屈とした日々を送っていた。偶然「獣の首」を入手し、その力を利用してギャンブルで成功を収めたが、欲望や絶望を吸収した獣の首に取り込まれて悪魔になってしまう。最後はダンテに倒された。
チェン
裏社会の大物にして、悪魔の力を利用した生物兵器製造に手を染める武器商人。悪魔化した人間で構成されたゴーストナイツと呼ばれる私兵を擁し、ゲーム本編のウロボロス社に人造悪魔の生産ノウハウの提供を行っていた。肉体の7割が悪魔の素材で構成されており、終盤で獣の首を取り込んで強大な悪魔と化し、一時はダンテをも苦戦させたが、ダンテとベリルのコンビネーションの前に敗れた。
ムンドゥス
ダンテが獣の首によって辿り着いた並行世界のムンドゥス。幼少期のダンテを殺害してスパーダの意思を継いだバージルを倒し、スパーダの血族の抹殺に成功したが、獣の首で並行世界に転移してきたダンテに滅ぼされた。

## Bloody Palace Mode
本編とは独立したモード。内容は無限構造の塔でひたすら戦闘のみを繰り返すというものである。
1フロアの敵を全滅させると、「1レベル上への魔法陣」「10レベル上の魔法陣」「100レベル上の魔法陣」の三つが現れ、この三つのうちどれか一つの魔法陣を選んで、戦闘を繰り返していく。上へ行けば行くほど強い敵が待ち受けており、どこまでいけるかを競うやりこみ要素の一つとも言える。プレイヤーの体力が無くなると終了し、それまでに獲得したレッドオーブが清算される。十回戦うとそれ以降ボスが登場するようになり、100レベルを超えるとその他に雑魚も現れるようになる。
このモードは次回作『3SE』で隠し要素として復活を果たしており、後のシリーズ作品にも登場している。
　　　　　　　　　　　　　　

## 武器
本作では剣と銃どちらもレッドオーブを消費して強化することができる(一部除く)。今作はダンテ、ルシアの近接武器が剣のみで籠手やヌンチャクがない。
今作は初めから全ての技が使用可能であるため、新たな技の習得等もなく、モーションはどの武器であっても同一である。近接装備はそれぞれ威力、攻撃範囲の違いのみで差別化がされている。
今作ではR1ボタンと方向キーを用いたコマンド技に加え、近接攻撃コンボ中の左スティック入力の有無でコンボ技が変化するようになっている。これは今作のみの仕様で、次作『3』以降は『1』と同様に近接攻撃中のボタン入力タイミングの間隔を変化させる方式に戻されている。
魔人化するとコンボ技のモーションや性能が別の物へと変化し、魔人専用の技も追加される。銃器は一部の武器を除いてチャージショットが不可能になった代わりに□ボタンを押しっぱなしで遠距離武器の連射が可能。但し、今作のデビルトリガーは遠距離、近距離問わずに攻撃する度にDTゲージを消費するという仕様のため、攻撃を繰り出す毎に変身時間が短くなっていくという側面を持つ。
| 名前                | 能力 |
| 近接武器            | 近接武器 |
| ------------------- | --- |
| リベリオン          | 「反逆」の名を持ち、以降ダンテ愛用の剣として登場するスパーダの形見の一つ。身の丈ほどもある長剣でダンテの初期装備の剣。攻撃力・攻撃範囲共に万能。以降の作品と少々外見が違う。 |
| マーシレス          | 蛇の絡み合う彫刻が施された細剣。設定では「リベリオンより攻撃力は劣るが範囲が広い」となっているが、PS2版ではプログラムミスによりリベリオンと同じ攻撃力を保っているため非常に有利な武器である。HD版では修正されて攻撃力が低下した。 |
| ヴェンデッタ        | 「血の復讐」の名を持つ、死神の鎌の塗装が施された大剣。リベリオンと比べて攻撃力が高く攻撃範囲が短いという設定だが、PS2版ではプログラムミスによりリベリオンと同じ攻撃力しかない。HD版では修正されて、リベリオン以上の攻撃力となった。 |
| フォースエッジ      | 前作のダンテの愛用武器。1のコスチューム時のみ使用可能。性能はリベリオンと同じ。 |
| 遠距離武器          | |
| エボニー&アイボリー | ダンテが自作した黒と白の二丁拳銃。前作よりも連射力が低くなったが、攻撃力は格段に上がった。今作より、固有技である｢トゥーサムタイム｣｢レインストーム｣が登場している。 |
| ショットガン        | バイクを手に入れる際に一緒に手に入れた散弾銃。攻撃力は高く広範囲に攻撃できる。至近距離で当てることで高い攻撃力を発揮する。今作から剣との組み合わせで様々な技が出せる。ただし、いずれの技もゲーム上のサブ画面で見られるアクション説明の欄には記載されていない。今作ではショットガン使用中も左手にはエボニーを携えており、二方向へ銃撃するトゥーサムタイムも使用可能。 |
| サブマシンガン      | 遺跡で拾うH&K MP5Kの二挺のサブマシンガン。威力は低いがフルオートで連射可能。 |
| ミサイルランチャー  | 破壊力は抜群だが連射はできない。地上でしか使えず、空中での攻撃はミサイルランチャーを背負い、エボニー一丁での射撃攻撃となる（エボニー&アイボリー選択時より、連射性能が低い）。 |
| カリギュラ          | デビルトリガー使用時の遠距離武器。どの銃器を使用中であっても魔人化時に自動的にこの装備に切り替わる。ダンテの両掌よりガトリング砲のような銃口が飛び出し、フルオートで銃弾を発射する。威力は絶大だが、使用にはDTゲージを消費するため乱用はできない。 |

| 名前               | 能力 |
| 近接武器           | 近接武器 |
| ------------------ | --- |
| カトラシア         | 初期装備。デュマーリ島に古くから伝わる湾曲した一対の剣。攻撃力・範囲共に万能。 |
| クリアムール       | 細身で軽い一対の細剣。カトラシアより威力は低いが、攻撃範囲は広い。 |
| ザムバック         | 刀身が幅広く肉厚で重量がある一対の大剣。非常に攻撃力が高い。 |
| 遠距離武器         | |
| スロウダガー       | 初期装備。銀製の投げナイフ。細身の形状で敵に深手を与える形状であり、魔のものに対抗するために作られた。こちらもダンテ同用に｢トゥーサムタイム｣が可能。                                                      |
| ダート             | その場で回転しながら一度に複数のナイフを三方向に投げる。連射力は低いが攻撃力は高い。ダンテのショットガンに相当する装備で至近距離で命中させると敵を吹き飛ばす。                                            |
| クランキーボム     | 小型爆弾。ボタン入力で後ろに1歩下がりつつその場に爆弾を落とし、左スティックとボタンの同時入力で敵に向かって投擲する。敵にぶつけると直後に爆発し、設置すると数秒後に爆発する。水中では爆雷として使用可能。 |
| ボウガン           | 水中専用の武器。連射性は非常に高いが水中でしか使用できない。 |
| セラフィックソアー | デビルトリガー使用時の遠距離武器。ダートと同じ挙動で追尾性のある多数の羽をばら蒔く。どの遠距離武器を使用中であっても、デビルトリガー使用時に自動的にこの装備に切り替わる。使用にはDTゲージを消費する。    |

| 名前              | 能力 |
| 近接武器          | 近接武器 |
| ----------------- | --- |
| スパーダ          | スパーダが愛用していた大剣でフォースエッジの真の姿。前作でダンテに譲られた。                                                                                                 |
| 遠距離武器        | |
| ルーチェ&オンブラ | かつてスパーダが使っていた大型二丁拳銃。ダンテのエボニー&アイボリーと異なり通常攻撃で敵をひるませられないが、より連射速度が速い。                                            |
| ナイトメアγ       | 水中専用武器。前作の「ナイトメアβ」同様、チャージすることでより多くのレーザーを一度に照射できる。ナイトメアβと異なりDTゲージの消費はないが、未完成のため水中でしか使えない。 |

## 悪魔
ムシラ
悪魔の餌食となった罪人の魂の悪意や欲望の残骸から生まれた低級な悪魔。霊長類の様な姿をしている。作中での雑魚に位置し、数多くの派生型が存在する。
名前は古い日本語で猿を意味する「ましら」をもじったもの。
ホムロムシラ
ムシラと同タイプの悪魔。炎を纏っている。
名前の「ホムロ」は古い日本語で炎を意味する「ほむら」から。
グブスムシラ
ムシラと同タイプの悪魔。こちらは猛毒を帯びており、攻撃を受けると毒に侵されることがある。他の同族と異なり毒液を吐いて攻撃したりもするが、隙が大きくそれほど遠くまでは飛ばせない。
名前の「グブス」は古い日本語で毒を意味する「ぶす」から。
ジョモツムシラ
ムシラと同タイプの悪魔だが、魔界の瘴気によって能力が向上しているのが特徴で同族の中では高位の存在である。
名前の「ジョモツ」は古い日本語であの世を意味する「よもつくに」から。
アゴノフィニス
罪人を拘束し餓死させるための鉄の檻が刑死者の怨念に操られて生者を襲う様になった悪魔。剣、斧、盾の3種類が存在する。「苦痛」によって動く。
名前はラテン語で「苦痛の隔離」を意味する。
テレオフィニス
罪人を拘束し餓死させるための鉄の檻が刑死者の怨念に操られて生者を襲う様になった悪魔。アゴノフィニスとは腕の武器が異なっている。「恐怖」で動いている。
名前はラテン語で「恐怖の隔離」を意味する。
モルトフィニス
罪人を拘束し餓死させるための鉄の檻が刑死者の怨念に操られて生者を襲う様になった悪魔。アゴノフィニス、テレオフィニスとは武器が異なる。「死」によって動いている。
名前はラテン語で「死の隔離」を意味する。
ゴートリング
ヤギの頭部を持つ悪魔で、空中を浮遊して移動し、雷撃で攻撃する。その挙動から雑魚の中では攻撃を与えることが難しい。
正式な種族名は不明。これは本当の名を呼ぶことで、彼らに力を与える可能性があるからである。
ブラッドゴート
ゴートリングを初めとする「山羊の一族」の高位に存在する悪魔で、「血」の名を持つ通り体色が赤いのが特徴。
アビスゴート
「山羊の一族」の中でもっとも強力な悪魔。体色は真っ黒になっている。
パイロマンサー
邪教徒として殺された人間の怨念が悪魔と化したもの。魔性の炎を操る能力を持つ。炎による攻撃はリーチが長く攻撃範囲も広い。魔法の発動前に、パイロマンサーの近くに魔法陣が発生する。
アウロマンサー
邪教徒として殺された人間の怨念が悪魔と化したもの。魔性の光を放って攻撃する。
ブロントマンサー
邪教徒として殺された人間の怨念が悪魔と化したもの。魔性の雷を操る能力を持つ。
サルガッソー
頭蓋骨のような外見の下級悪魔。人間の頭蓋骨の場合と、巨大な一つ目の頭蓋骨の二種類がいる。前作にも登場。
サヴェッジゴーレム
様々な生物の骨や肉、内臓によって作られた人工生命。攻撃には毒性を持っている。再生能力が非常に高く、体の半分を失ってもすぐに再生する生命力を持つ。ダメージを与えても一定時間が経過すると体力も回復してしまい最終的には完全にまで回復させる。
ピュイア
猛禽類のような姿をした悪魔。空中から飛び掛ってくるほか、羽を飛ばして攻撃する能力も持つ。遠距離攻撃を仕掛ける前に翼が赤く光る。
デモノコーラス
信仰の対象であった天使像が皮肉にも悪魔となった姿。まるで賛美歌を歌うように邪悪な呪文を詠唱し、使いこなすことができる。
名前を直訳すると「悪魔の合唱」。
フラムバット
炎で構成された蝙蝠のような下級悪魔。一体一体の能力は低いが、集団で襲い掛かってくる。
スピセーレ
亡者の魂から抜け出した「驚愕」のエネルギーが凝縮したもの。攻撃らしい攻撃はしてこないが、刺激を受けると爆発してしまう。
ブレイド
魔帝が人間界を侵攻するために創造した、リザードマンを思わせる前衛兵。大小のタイプ違いがいる。前作でも登場したブレイドの亜種で、今回登場するのは水中に適応したタイプである。
エラプトジェル
水中ステージで出現するクラゲのような下等悪魔。こちらから接近すると突進して自爆攻撃を行ってくる。
インフェスタント
生物だけでなく無機物にも寄生し、自由に操る能力を持つ魔界の寄生生物。様々な物体に寄生し、かなりしつこくルシアを追跡してきた。
インフェステッドタンク
インフェスタントが戦車に寄生した存在。トンネルを通ってビル街の中心地へ向かう途中に戦うことになる。巨大な砲口から放つ弾丸や炎を主な武器としているが、機銃による攻撃も侮れない。搭乗口辺りに弱点である目が存在する。
インフェステッドチョッパー
ダンテ編でのみ戦闘する、インフェスタントが戦闘ヘリコプターに寄生した存在。防御力が高い。追尾ミサイルや掃射攻撃の回避には、屋上の3隅にある柱を登って敵の位置を確認したり、連射音が回避行動をするタイミングになる。しかし、敵が画面外にいる時に、発射されたミサイルを避ける事も可能。ミサイルや弾丸だけでなく、プロペラにも当たり判定が在り接触するとダメージを受ける。
ファントム
「幻影」の名を持つ蜘蛛のような姿の上級悪魔で、外骨格は硬く高熱のマグマに覆われている。弱点は頭部と背中で、それ以外には攻撃は通用しない。前足で攻撃してきたり、跳躍し踏み潰してきたりする他、口から炎を吐いたり、地中からマグマの柱を立ち上らせるなど、攻撃パターンは多い。また蠍の様な尾で攻撃してきたりもする。前作でダンテに敗れたが、復活を遂げる。しかし『1』とは異なり言葉を発しないため、同一の存在なのかどうかは不明。
オラングエラ
巨大な猿のような姿を持つ悪魔。本来は熱帯地方に出現する悪魔とされる。巨体に似合わない素早さを持っており、怪力で敵を襲う。腕にのみ攻撃を加えていると、腕が無くなり、攻撃方法が制限される。
タルタルシアン
ルシア編でのみ戦闘する、双頭の巨人のような悪魔で、中身は藍色で全身は拘束具に覆われているのが特徴。両腕の鉄球を振り回して力任せに攻撃を行ってくる。
名前の由来は冥府の名｢タルタロス｣から。
プルートニアン
タルタルシアンとよく似た悪魔で、こちらのほうが能力はさらに強力。こちらはダンテ、ルシア双方と戦闘する。体は赤く、やはり両腕の鉄球を武器としている。
　モーションこそタルタルシアンと同一だが、戦闘中に雑魚敵が出現する他、定期的に部屋内の壁からレーザーが発射される為、非常に戦いにくくなっている。
ジョカトグゥルム
水を好む、女性の肉体を持つ巨大悪魔。巨大な触手を武器にダンテに襲い掛かる。本体は移動しないが、一本の触手のリーチが非常に長い。本体に接近し攻撃を受けたり、触手を失うとバリアを広げダンテを弾き飛ばす。
フュリアタウルス
ダンテ編でのみ戦闘する。本来罪人を熱によって焼き殺す処刑道具だった牛型の炉が悪魔となったもの。突進攻撃は、速度は遅いが当たり判定が広い。四肢に炎を纏っており、炎による攻撃を得意とする。
名前は｢憤怒の雄牛｣という意味。
ノクトプテラン
魔界に生息する巨大な蛾のような悪魔。ナウマン象さえも即死させる猛毒の鱗粉をばら撒く能力を持つらしいが、何故かそれを使ってはこず攻撃はしてこない。この他高い繁殖能力でラーヴァと呼ばれる大量の芋虫(第2形態)を生み出すことができ、本体よりもむしろ無数に産み出されるラーヴァの猛攻が脅威となる。
ラーヴァ
ノクトプテランの幼虫。蛾の幼虫でありながら肉食で、芋虫とは思えない凶暴性とスピードで襲い来る。
タテオベス
ルシア編でのみ戦闘する。水の中に棲む巨大な魚型の魔獣。ルシア編の水中ステージにのみ登場。光学迷彩のような能力を持ち、放電能力も持つ。
ボルヴェルク
ダンテ編でのみ戦闘する。かつてスパーダと戦い敗れた魔界の戦士。辺境の神々の主神が「正当なる神」との争いに敗れて転生した姿とされる。フレキ、ゲリという2体の狼型の使い魔を連れており、この3体によるコンビネーションでプレイヤーに襲い掛かってくる。（空中でも）ほぼ回避不能の突きを出してくる難敵。なお、ボルヴェルクとは北欧神話の大神オーディンの異名の一つであり、使い魔として従える下記のフレキ、ゲリの存在や隻眼であるといった外見的特徴が一致する。
ビル街にて、ダンテを試すかのようにフレキ&ゲリを戦わせる形で登場し、後に古代遺跡内で直接戦闘を行う。撃破すると撤退し、後に魔界化したウロボロス社屋内で再戦する。ここで勝利することで、全身がボロボロに崩れていく形で完全に消滅する。専用のデモムービーやスパーダとの因縁の設定等、今作のボスの中では比較的優遇された演出がされているものの、本人のセリフ等は無く淡々とストーリーが進む為、背景が詳しく語られる事はない。
フレキ＆ゲリ
ボルヴェルクに付き従う狼の姿をした使い魔。解説文にて生前ボルヴェルクに仕えた勇者の転生の可能性が示唆されている。常に攻撃しながら素早く移動する為非常に厄介な存在。
トリスマギア
暗黒の知識を持つ3人の闇の賢者たち。それぞれが炎・雷・氷の魔術を操ることができ、さらに合体することでより強力な魔術を駆使する。行動範囲が限られており、ボスの中でも思うようにダメージが与えられない難敵。今作で唯一、ダンテやルシアと明確に会話をする悪魔でもある。
ネファステュリス
巨大なビルの壁面を媒介に出現した、大巨人の上半身のような悪魔。名前は「災いの塔」を意味する。巨体だけでなく口から放つ破壊光線も武器としている。
主に左右のどちらかからなぎ払うように破壊光線を照射、もしくは散弾状に吐き散らす。また、時折ネファスベルミスを召喚し、こちらのロックオンを阻害する。撃破すると下記のネファスカピティスへと変化する。
ネファスカピティス
ネファステュリスの切断された頭部が、頭部のみで活動を再開したもの。その名前は「災いの頭」を意味する。
通常時は頭部の状態で空中を浮遊移動し、縦、横、斜めのいずれかに伸ばした電撃を飛ばしてくる。時折地上に降り立ち、下顎を左右に分割させて地面に固定、光線を散弾状に正面に照射する。この状態は正面以外が無防備となるため、こちらが攻撃を仕掛けるチャンスとなる。
ネファスベルミス
ネファステュリスの体内に入っていた「災いの蟲」。ネファステュリスの巨体を集団で動かす強大な魔力を持つ。
セクレタリー
アリウスが魔術と科学を駆使して作り出した女性型の人造生命体。アリウスの命令に忠実に従う。
名前は「秘書」を意味する。ルシアはもともとは廃棄された一体のセクレタリーであった。
ポゼストアリウス
不完全な悪魔化の儀式によって、アリウスの内包していた魔力が暴走してしまった姿。もはや理性は存在していない。
背中から二本のイソギンチャクのような触手が生え、胸には無数の牙が同心円状に生え揃っている。戦闘時は突進しつつパンチ、もしくは飛び込みながら胸の牙での噛みつきを行う。また、触手を地面に突っ込み地中から攻撃、エネルギーを蓄積しての極太のレーザー照射、もしくは拡散弾の連射等も行う。本体とは別に、触手から定期的にこちらをゆっくりと追尾する電気弾を2つずつ飛ばす。
アリウス＝アルゴサクス
ルシアに撃破され、力を制御出来なくなったアリウスの肉体を覇王アルゴサクスの力が完全に乗っ取った姿。ルシア編の最後のボス。直前に放った衝撃波で大規模な地割れを引き起こし、奈落に突き落とされたルシアの前で異形化。巨大な蛇のような身体から歪に生えた4本の手足で左右の崖に捕まり、人間態の頃の胸の牙と頭部が1体化し、巨大な顎を形成している。
戦闘は左右の崖に挟まれた前後に長いフィールドで行うため、迫りながら攻撃してくるアリウスをくぐり抜けつつ戦う必要がある。正面にいる際は長く伸びる牙の噛みつき、後ろにいる際はトゲの生えた尻尾で攻撃してくる。
アルゴサクス・ザ・ケイオス
アルゴサクスがさらに力を吸収した形態。あらゆる魔の姿と能力を併せ持つ、まさに混沌の化身。ステージ中央に鎮座する肉塊にオラングエラ、ファントム、ジョカトグゥルム、ネファステュリス、フュリアタウルス、そして前作のボスのグリフォンが無秩序に融合したような姿をしている。基本的に、接近した際に一番近くの悪魔が活性化し攻撃してくるが、最高難易度では、初めから全ての悪魔が活性化した状態で攻撃してくるため、難易度が飛躍的に上昇している。
ザ・ディスペア・エンボディード
「覇王」アルゴサクスの真の姿であり、ダンテ編の最後のボス。天使を思わせる姿をしており、その体は炎で出来ている。その威厳から神として信仰されていた事もあるが、その本質は「絶望」の具現である。自分の体の性別を思いどおりに変えられるらしく、性別を超越しているかのような演出がある。

## 次作に引き継がれた要素
以後のシリーズに引き継がれた今作初登場の要素を記す。
ホワイトオーブ
デビルトリガーゲージをその場で完全回復できるアイテム。グリーンオーブのデビルゲージ回復版。なお、解説文では｢悪魔の涙が結晶化したもの｣となっているが、作品のテーマである｢悪魔は涙を流さない｣と矛盾するためか次作以降は｢悪魔の体液が結晶化した｣と改められている。
武器の強化
近距離・遠距離武器をレッドオーブを消費して強化できる。『3』では遠距離武器のみ強化可能となり、近接武器については一部技の強化と隠し技の追加が行える仕様に変更。
ミッションセレクト
本作は一度ゲームをクリアすると、好きなミッションを選んで挑戦できるミッションセレクトが追加される。次回作からは、クリアしなくてもミッションセレクトが行なえるようになった。
〇ボタンによる回避
これ以降、スタイルシステムを採用した『3』以降のナンバリング作品ではスタイル「トリックスター」のみで可能。
ウォールハイク
壁に向かって回避ボタンを押すと壁を駆け上った後ジャンプする。『3』のみスタイル「トリックスター」の回避アクションとして登場する。
武器切り替え
遠距離武器をボタン一つで瞬時に切り替えられる。『3』では両武器2種類ずつ装備し、ボタン一つで瞬時に切り替えられるようになった。『4』以降は装備数に制限がなくなり、最大3～4種類を切り替えるようになる。
トゥーサムタイム
二挺拳銃（エボニー&アイボリーやダガー、ショットガン）を使って、2体の敵を同時に攻撃する。ただし、発動条件が｢射撃ボタンを押しっぱなしにしつつ左スティックを別の敵の方向に正確に傾ける｣であるため、次作以降と比べて非常に発動しにくかった。
『3』以降は「ガンスリンガー」のスタイルにおいて、スティックで正面＋任意の方向に撃てるようになり、命中範囲も見た目以上に広くなった。
レインストーム
二段ジャンプ後、真下の敵に銃を乱射する。ダンテのみのアクションでルシアには無い。通常よりも威力は高いが、敵にロックオンをせずに真下に撃つのみ。二段ジャンプ後の射撃が強制的にレインストームに変化するため、空中での射撃には大きな制約がある。
『3』以降はスタイル「ガンスリンガー」のスタイルアクションとして登場する。
ファイアーワークス
ショットガンをヌンチャクのように振り回して散弾を撒き散らす。上記と同じく、『3』以降では「ガンスリンガー」のスタイルアクションとして登場する。
スタイリッシュポイント
戦闘で得られるスコア。敵を攻撃するなどで、スタイリッシュランクに応じて蓄積されていき、デビルハンターランクの評価基準となる。このポイントは『3』以降も少々仕様を変えながら引き継がれている。

## 評価
レビューにおいては前作より軒並み大きく低いスコアがつけられた。主に難易度の低下が挙げられている。戦闘システムが洗練されていないことや、武器が長所と短所を持ち合わせたものではなく同種の弱い武器か強い武器しかなく洗練されていないことが批判された。ボス戦では前作よりも戦略を必要としないことが批判を受けた。ゲーム環境も良くなく、前作ほど細部まで行き届いていないとされた。
また、ダンテの性格の変化は批評家に受け入れられなかった。ダンテの挑発的な態度はトーンダウンし無口になった。ルシアのミッションはダンテのミッションを再利用したものでバリエーションが少なく、開発者によるリプレイの価値を高めるための安直な方法とされた。
GameSpotは本作を2003年で最も失望したゲームに選出した。UGO Networksでは「ビデオゲーム最大の失望」19位のランクイン、DMC自体はとてもいいものとした。DMC2は誇大広告が行われたわけではないが、商業面では失敗しなかった。
一方、肯定的なレビューも受けた。PSXextremeは環境面は挙動が悪化しただけであり、前作を上回れなかった唯一の理由としてチャレンジ精神がないことを主張し、多くの批評家に反論した。Electronic Gaming Monthlyはゲームの操作方法や新たなアイデア、ディスク2枚に分けて2人の主人公をフィーチャーしたアイデアを賞賛した。Playはルシア編について「自己実現のための無慈悲なソネットに宗教的な含みを持たせた物語」だとし、物語だけでもこのゲームを買う理由になると述べた。
日本ではファミ通クロスレビュー32点でゴールド殿堂となっている。ゲーマガでは満足度ランキング横丁のコーナーで2009年に読者投票として行われた「期待外れだったゲーム」で10位中8位にランクインしている（票数は不明）。

### 販売
『2』の売り上げは右肩上がりに推移、イギリスでは2003年上半期のトップ10のベストセラーとなる。2003年3月にカプコンは全世界の出荷総数は140万本と発表、2006年9月時点で170万本出荷している。

## 小説
『Devil May Cry 2』
原作：カプコン、著：後池田真也、イラスト：瑚澄遊智、出版：角川スニーカー文庫、発売日：2003年11月29日、ISBN：9784044431105
ゲーム本編の過去を描いた物語。デビルハンターのベリルから、呪われた魔具「獣の首」の捜索を依頼されたダンテは、現実世界と悪魔が人間界を支配した並行世界の二つの世界を巡る戦いに身を投じる。